# 正田巌
正田 巌（しょうだ いわお、1931年5月19日 - 2025年3月5日）は、日本の実業家。元日本銀行監事。東京大学法学部卒業。

## 経歴
上皇后美智子の兄にあたる。
2025年3月5日、死去した。93歳没。訃報は同月11日、宮内庁より公表された。

## 親族
元日清製粉グループ会長・正田英三郎と正田富美子夫妻の長男。
上皇后美智子のほか、安西恵美子、元日清製粉社長・正田修の兄。第126代天皇・徳仁（今上天皇）、秋篠宮文仁親王、黒田清子の伯父、第125代天皇・明仁の義兄にあたる。妻は元内閣総理大臣・濱口雄幸の長男濱口雄彦の娘・淑。